# 쿤센트마르톤구

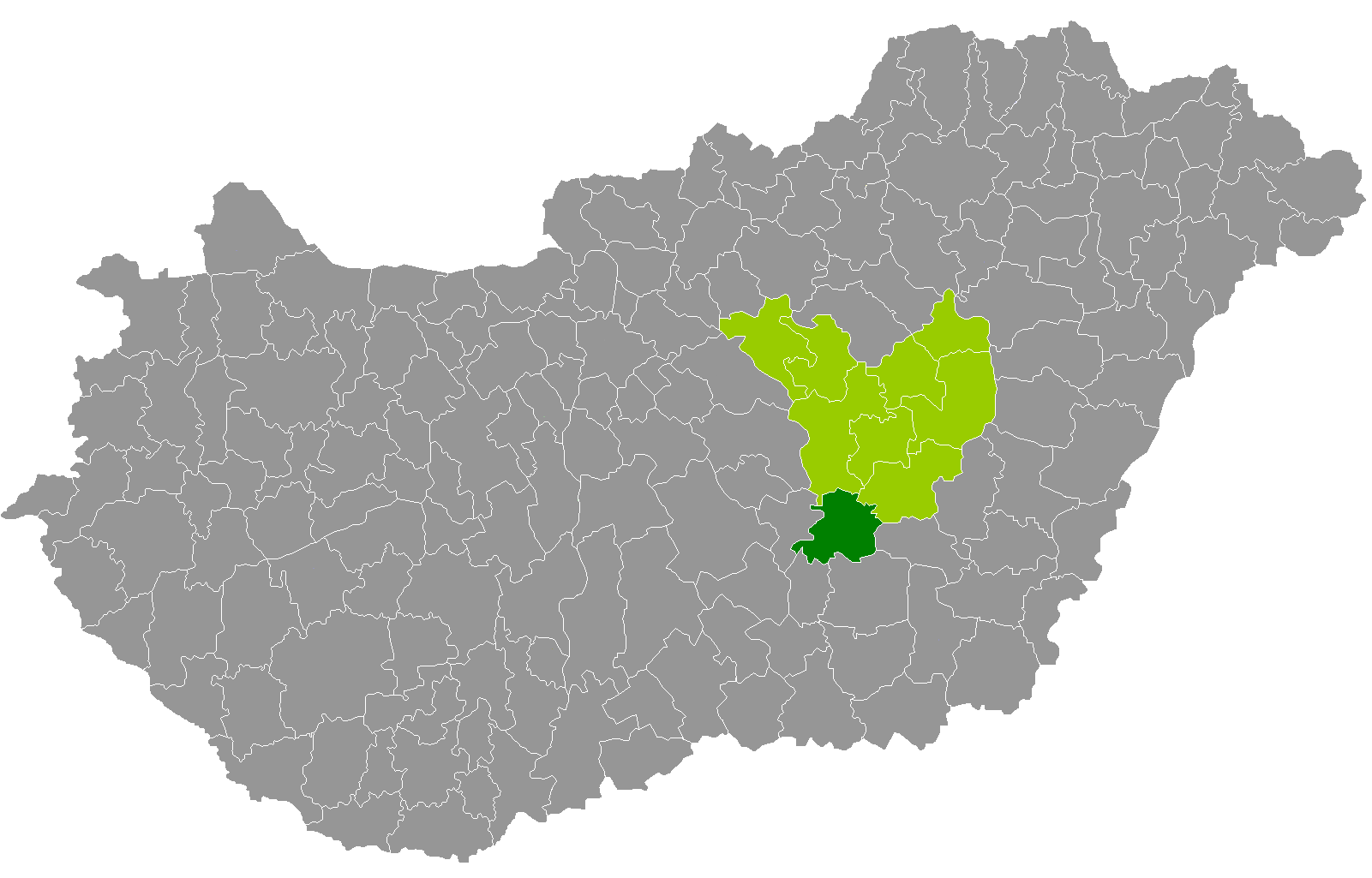
야스너지쿤솔노크주 지도에 표시된 쿤센트마르톤구의 위치

쿤센트마르톤구(헝가리어: Kunszentmártoni járás)는 헝가리 야스너지쿤솔노크주에 위치한 구로 구청 소재지는 쿤센트마르톤이며 면적은 576.49km2, 인구는 36,147명(2011년 기준), 인구 밀도는 63명/km2이다.
북쪽으로는 솔노크구, 메죄투르구, 동쪽으로는 베케시주 서르버시구, 남쪽으로는 촌그라드처나드주 센테시구, 촌그라드구, 서쪽으로는 페슈트주 체글레드구, 바치키슈쿤주 티서케치케구와 접한다. 11개 지방 자치체(2개 시, 9개 마을)를 관할한다.

구 문장